# 赛罕区
賽罕區為內蒙古自治區呼和浩特市下轄一個市轄區，1999年7月成立，位于呼和浩特东南部，前身是呼和浩特郊区。2000年呼和浩特市调整行政区划后，赛罕区包括原新城区的一部分和从前的郊区的大部。總面積為1,025.2平方公里，2008年GDP为224.7亿人民币。區政府駐昭烏達路166號。

## 簡介
赛罕区前身是呼和浩特市郊区。
1956年9月20日，成立郊区人民委员会，呼市郊区成为旗县级建制。
1968年，成立郊区革命委员会。
1980年，成立郊区人民政府。
1999年，呼和浩特市行政区划重新调整。
2000年，国务院正式批准，郊区改名为赛罕区，辖区包括原郊区的太平庄、西把栅、章盖营3个乡和榆林、金河、黄合少3个镇，巧报乡的东瓦窑、后巧报、双树、小台什、桥靠、前巧报8个村委会，巴彦镇的商业街居委会和黑土凹、后罗家营、乔家营、郭家营、坝堰、滕家营、罗家营7个村委会，以及从新城区划入的人民路、大学西路2个街道办事处，中山东路街道办事处位于健康街、乌兰察布西路以南的部分，东风路街道办事处和迎新路街道办事处位于东风路以南的部分。
区人民政府驻巧报乡。
賽罕區為該市主要農業產區，礦產蘊藏也頗豐厚。另外，該區內有呼和浩特白塔機場、呼和浩特石化公司。該區區人民政府設於巧报乡，邮政编码010020。

## 行政区划
赛罕区下辖8个街道办事处、3个镇：
人民路街道、大学西路街道、乌兰察布东路街道、大学东路街道、中专路街道、昭乌达路街道、巴彦街道、敕勒川路街道、榆林镇、黄合少镇、金河镇和金桥经济技术开发区。

## 人口民族
2008年，总人口57.2万人，其中常住人口38.3万人，常住人口中城镇人口23.6万人，农业人口14.7万人。
根據第七次人口普查數據，截至2020年11月1日零時，賽罕區常住人口885321人。

## 全国重点文物保护单位
- 万部华严经塔：第二批全国重点文物保护单位。
- 丰州故城遗址：第八批国家重点文物保护单位。始建于辽神册年间。现丰州故城仅余西北角的万部华严经塔。